# ランブレヒト
ランブレヒト (独: Lambrecht) は、ドイツ連邦共和国ラインラント＝プファルツ州バート・デュルクハイム郡にある町村。ランブレヒト連合自治体 (独: Verbandsgemeinde Lambrecht (Pfalz)) の行政庁所在地である。